# Tour des Flandres 1935
Le Tour des Flandres 1935 est la 19e édition du Tour des Flandres. La course a lieu le 14 avril 1935, avec un départ à Gand et une arrivée à Wetteren sur un parcours de 260 kilomètres.
Le vainqueur final est le coureur belge Louis Duerloo, qui s’impose au sprint devant ses compagnons d’échappée a Wetteren. Les Belges Éloi Meulenberg et Cornelius Leemans complètent le podium.

## Monts escaladés
- Quaremont (Nouveau Quaremont)
- Kruisberg
- Edelareberg

## Classement final
|    | Coureur            | Pays     | Équipe         | Temps           |
| -- | ------------------ | -------- | -------------- | --------------- |
| 1  | Louis Duerloo      | Belgique | Genial Lucifer | 7 h 27 min 00 s |
| 2  | Éloi Meulenberg    | Belgique | Alcyon-Dunlop  | m. t.           |
| 3  | Cornelius Leemans  | Belgique | Genial Lucifer | m. t.           |
| 4  | Joseph Moerenhout  | Belgique | Dilecta-Wolber | m. t.           |
| 5  | Gerrit van de Ruit | Pays-Bas | Dossche Sport  | m. t.           |
| 6  | Léopold Roosemont  | Belgique | Colin-Wolber   | m. t.           |
| 7  | Jules Lowie        | Belgique | Genial Lucifer | m. t.           |
| 8  | Edgard De Caluwé   | Belgique | Dilecta-Wolber | + 2 min 00 s    |
| 9  | Frans van Hassel   | Belgique | Genial Lucifer | + 2 min 00 s    |
| 10 | Gaston Rebry       | Belgique | Alcyon-Dunlop  | + 2 min 15 s    |